# منتخب بوتان لكرة القدم
منتخب بوتان لكرة القدم هو من المنتخبات الناجحة في المنطقة، مما يجعل كرة القدم من الرياضات الشعبية في بوتان. دخل المنتخب الفيفا عام 2000، وقد كان هناك منتخب بوتاني منذ السبعينات وقد تأسس سنة 1983. في 30 يونيو 2002 لعب المنتخب ضد مونتسرات (في نفس يوم النهائي لكأس العالم 2002) وتغلب عليه 4-0 في ملعب تشانغليميثانغ في تيمفو عاصمة بوتان بحيث كانت هذه اللعبة، والتي سميت بـ«ذا أذر فاينال» (The Other Final)، أول فوز لمنتخب البوتان وأيضا صنع لها فيلم باسم «ذا أذر فاينال» (The Other Final). لقد شهد الفريق نجاحا في بطولة الكأس الذهبية لدول جنوب آسيا SAFF 2008 بحيث خسروا في نصف النهائي أمام الهند 2-1.

## وصلات خارجية
- قائمة بيانات المنتخب من الموقع الرسمي للفيفا باللغة العربية